# Słocin (gromada)
Słocin – dawna gromada, czyli najmniejsza jednostka podziału terytorialnego Polskiej Rzeczypospolitej Ludowej w latach 1954–1972.
Gromady, z gromadzkimi radami narodowymi (GRN) jako organami władzy najniższego stopnia na wsi, funkcjonowały od reformy reorganizującej administrację wiejską przeprowadzonej jesienią 1954 do momentu ich zniesienia z dniem 1 stycznia 1973, tym samym wypierając organizację gminną w latach 1954–1972.
Gromadę Słocin z siedzibą GRN w Słocinie utworzono – jako jedną z 8759 gromad na obszarze Polski – w powiecie nowotomyskim w woj. poznańskim, na mocy uchwały nr 30/54 WRN w Poznaniu z dnia 5 października 1954. W skład jednostki weszły obszary dotychczasowych gromad: Słocin ze zniesionej gminy Grodzisk Wlkp. i Kopanki ze zniesionej gminy Opalenica w tymże powiecie. Dla gromady ustalono 9 członków gromadzkiej rady narodowej.
29 lutego 1956 do gromady Słocin włączono miejscowość Białawieś z gromady Bukowiec w tymże powiecie.
Gromadę zniesiono 1 stycznia 1960, a jej obszar włączono do nowo utworzonych gromad: Opalenica-Zachód (miejscowość Kopanki) i Grodzisk Wielkopolski (miejscowości Białawieś, Lasówki, Porażynko, Słocin, Słociniec, Sworzyce leśniczówka i Zwierzyniec) w tymże powiecie.